# Bisbat de Saint-Denis
El bisbat de Saint-Denis (francès: Diocèse de Saint-Denis, llatí: Dioecesis Sancti Dionysii in Francia) és una seu de l'Església Catòlica a França, sufragània de l'arquebisbat de París. Al 2014 tenia 673.400 batejats sobre una població de 1.542.761 854 habitants.

## Territori
La diòcesi comprèn el departament francès de Sena Saint-Denis.
La seu episcopal és la ciutat de Saint-Denis, a la banlieu de París, on es troba la catedral i basílica de Sant Dionís.
El territori s'estén sobre 236 km², i està dividit en 85 parròquies, agrupades en 4 zones pastorals i 18 sectors pastorals.

### Catedral
La catedral de Saint-Denis, dedicada a sant Dionís, protobisbe de l'arquebisbat de París, era l'església de l'abadia homònima. Es una peça mestre de l'arquitectura gòtica i és considerat com el primer edifici construït en aquest estil.

## Història
La diòcesi va ser erigida 9 d'octubre de 1966 amb la butlla Qui volente Deo del Papa Pau VI, amb territori desmembrat de l'arxidiòcesi de París i de la diòcesi de Versalles. La diòcesi, sufragània de l'arxidiòcesi de París, que cobreix el territori del departament de Seine-Saint-Denis, establert pel Govern francès amb la llei de 10 de juliol de 1964 per substituir els departaments anteriors del Sena i Sena i Oise.

## Cronologia episcopal
- Jacques Le Cordier † (9 d'octubre de 1966 - 1 d'abril de 1978 jubilat)
- Guy Gérard Deroubaix † (1 d'abril de 1978 - 8 de gener de 1996 mort)
- Olivier de Berranger, Ist. del Prado † (6 de setembre de 1996 - 15 de gener de 2009 renuncià)
- Pascal Delannoy, (10 de març de 2009 - 28 de febrer de 2024)

## Estadístiques
A finals del 2014, la diòcesi tenia 673.400 batejats sobre una població de 1.542.761 persones, equivalent al 43,6% del total.
| any  | població  | població  | població | sacerdots | sacerdots       | sacerdots       | sacerdots             | diaques | religiosos | religiosos | parròquies |
| ---- | --------- | --------- | -------- | --------- | --------------- | --------------- | --------------------- | ------- | ---------- | ---------- | ---------- |
| any  | batejats  | total     | %        | total     | clergat secular | clergat regular | batejats por sacerdot | diaques | homes      | dones      |            |
| 1969 | ?         | 1.249.000 | ?        | 281       | 245             | 36              | ?                     |         | 54         | 569        | 83         |
| 1980 | 1.128.000 | 1.322.000 | 85,3     | 237       | 171             | 66              | 4.759                 |         | 101        | 470        | 82         |
| 1990 | 1.190.000 | 1.385.000 | 85,9     | 203       | 143             | 60              | 5.862                 |         | 69         | 313        | 82         |
| 1999 | 1.293.000 | 1.503.000 | 86,0     | 161       | 118             | 43              | 8.031                 | 16      | 65         | 224        | 85         |
| 2000 | 1.189.000 | 1.382.100 | 86,0     | 151       | 109             | 42              | 7.874                 | 14      | 61         | 219        | 85         |
| 2001 | 1.189.000 | 1.382.400 | 86,0     | 155       | 109             | 46              | 7.670                 | 18      | 66         | 219        | 85         |
| 2002 | 600.000   | 1.382.100 | 43,4     | 157       | 105             | 52              | 3.821                 | 16      | 76         | 210        | 85         |
| 2003 | 600.000   | 1.382.100 | 43,4     | 159       | 107             | 52              | 3.773                 | 16      | 68         | 199        | 85         |
| 2004 | 600.000   | 1.382.100 | 43,4     | 168       | 108             | 60              | 3.571                 | 24      | 80         | 202        | 85         |
| 2010 | 660.000   | 1.513.000 | 43,6     | 138       | 101             | 37              | 4.782                 | 26      | 54         | 206        | 85         |
| 2014 | 673.400   | 1.542.761 | 43,6     | 140       | 96              | 44              | 4.810                 | 31      | 63         | 202        | 85         |